# Trzmiel różnobarwny
Trzmiel różnobarwny (Bombus soroeensis) – owad z rodziny pszczołowatych.
Zakłada niewielkie rodziny. Gniazduje w ziemi. Jest związany ze środowiskiem leśnym; oblatuje kwiaty z dwudziestu rodzin. 
Spotykany na murawach kserotermicznych oraz w środowiskach leśnych.
Ma 18–23 mm długości. Występuje w kilku podgatunkach, różniących się ubarwieniem, z czego w Polsce występują dwa - B. s. soroeensis oraz B. s. proteus, oraz ich mieszańce. Przedstawiciele pierwszego podgatunku przypominają ubarwieniem trzmiela ziemnego, drugiego - trzmiela kamiennika.
W Polsce, tak jak pozostałe gatunki trzmieli, objęty jest ochroną częściową.